# Royal Asiatic Society
Royal Asiatic Society (pełna nazwa: Royal Asiatic Society of Great Britain and Ireland, oficjalny skrót RAS) – brytyjskie królewskie towarzystwo naukowe, ustanowione przywilejem królewskim (Royal charter) z dnia 11 sierpnia 1824 r., celem  wsparcia dla nauki, literatury i sztuki dotyczącej Azji. Od momentu powstania Towarzystwa było szerokim forum wymiany poglądów, poprzez wykłady, wydawany dziennik i inne publikacje oraz przyznawane stypendia. Jest to najstarsze w Wielkiej Brytanii towarzystwo naukowe specjalizujące się w dziedzinie badań nad Azją.